# Aceses
Aceses (llatí: Acesas o Aceseus, grec Akesas o Akesós Ἀκεσᾶς o Ἀκεσεύς) fou un home de Salamina a Xipre (o de Patara) conegut per la seva habilitat en el món artístic i la varietat dels seus vestits. En el mateix aspecte va destacar també el seu fill Helicó, suposadament originari de Caristos.
No se sap quan van viure, però fou abans d'Eurípides i Plató.